# Moja wolność
Moja wolność – trzecia płyta zespołu Jan Bo. Powstała w 1996 roku w Studiu Winicjusza Chrósta w Sulejówku. Wszystkie kompozycje oraz teksty zostały napisane przez Jana Borysewicza. Płyta doczekała się reedycji w 2008 nakładem wydawnictwa MTJ.

## Lista utworów
Źródło:.
1. „Moja wolność” – 4:03
2. „Pati Bo” – 3:38
3. „Bezlitosny” – 4:03
4. „Buntownik” – 5:01
5. „Smutek duszy” – 4:49
6. „Super dzień” – 4:00
7. „Agresja” – 4:24
8. „Miłość do końca świata” – 5:32
9. „Obein” – 4:16
10. „Różowy” – 5:07

## Twórcy
Źródło:.
- Jan Borysewicz – gitary, śpiew
- Wojciech Pilichowski – gitara basowa
- Kuba Jabłoński – perkusja

## Produkcja
Źródło:.
- Realizacja nagrań: Winicjusz Chróst
- Fotografie i projekt graficzny: Andrzej Tyszko
- Patronat: RMF FM